# 布魯斯高原
66°S 64°W / 66°S 64°W
布魯斯高原（英語：Bruce Plateau）是南極洲的高原，位於葛拉漢地，長170公里，海拔高度約1,830米，最終注入弗蘭德雷斯灣附近，法國探險隊在1909年1月發現該高原。